# 内灘町歌
「内灘町歌」（うちなだちょうか）は、日本の石川県河北郡内灘町が制定した町歌である。作詞・密田良二、作曲・石本一雄。

## 解説
1962年（昭和37年）の町制施行を記念し、作詞・作曲とも専門家への依頼により作成された。作詞者の密田、作曲者の石本はいずれも金沢大学の教授である。
町の公式サイトでは歌詞全文のみ紹介されており、試聴音源は提供されていない。制定から15年後の1977年（昭和52年）にアジアレコードが明治大学グリークラブの歌唱によりA面に「内灘町歌」、B面に「内灘中学校校歌」を吹き込んだシングル盤を製造している。町では正午に防災無線を通じて町歌を演奏しているのをはじめ、2019年（平成31年）2月12日からは北陸鉄道浅野川線の内灘駅で金沢市立工業高校3年生が編曲した町歌が北鉄金沢駅の「金沢市歌」と合わせて発車メロディに採用された。